# Jan Otto Myrseth

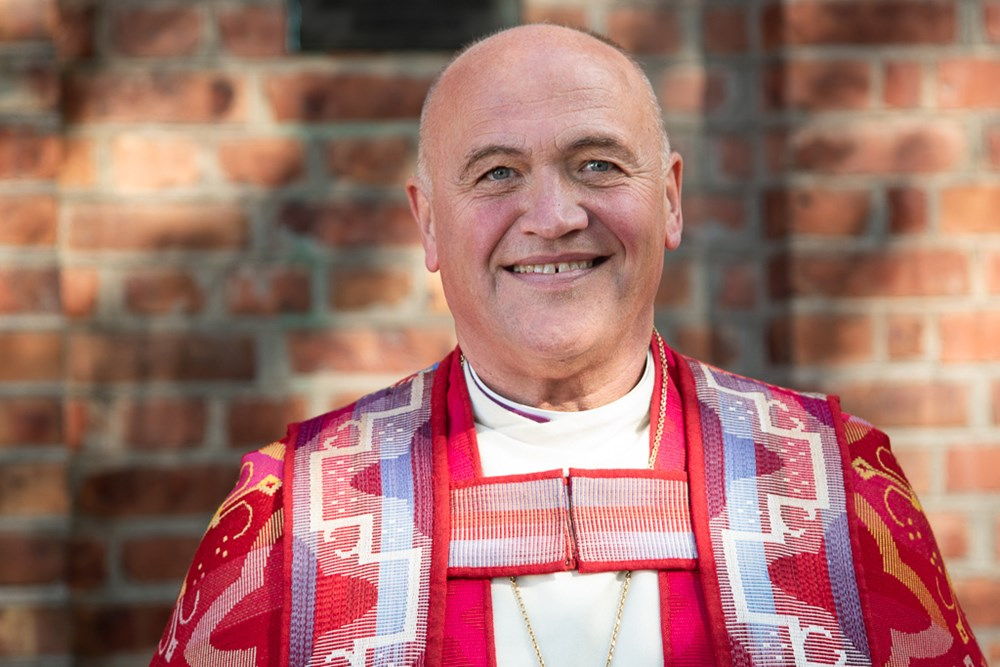
Jan Otto Myrseth (2018)

Jan Otto Myrseth (* 2. Juli 1957 in Sykkylven, Sunnmøre) ist ein norwegischer lutherischer Theologe. Seit 2018 amtiert er als Bischof im Bistum Tunsberg der Norwegischen Kirche.
Myrseth studierte ab 1982 an der Menighetsfakultet (Gemeindefakultät) in Oslo und legte 1988 das theologische Kandidatenexamen ab. Nach der Ordination im Sommer 1989 und dem Vikariat im Bistum Tunsberg wurde er 1991 Gemeindepfarrer in Norderhov (Kommune Ringerike). Nebenamtlich unterrichtete er an der Gemeindefakultät. 2005 übernahm er das Amt des Propstes in der Propstei Ringerike, 2010 das des Dompropstes im Bistum Bjørgvin.
Im Juni 2018 wurde er zum Bischof von Tunsberg bestimmt und am 23. September desselben Jahres im Dom zu Tønsberg in sein Amt eingeführt.